# Kleinsassen
Kleinsassen – miejscowość w gminie Hofbieber powiatu Fulda w Niemczech. Ma 390 mieszkańców. Jest położona 475 m n.p.m. Przez miasto przepływa rzeka Bieber.

## Historia
Obszar obecnego Kleinsassen jest zamieszkany już od epoki kamienia, o czym świadczą ślady osadnictwa w Milseburg. Kleinsassen powstało najprawdopodobniej pod koniec VIII wieku. Miejsce to pojawia się dotychczas w dokumentach tylko pod nazwą Sassen od 1375 roku. Od 1493 roku powstają pierwsze lokalne dokumenty, co jest związane z budową pierwszego kościoła. Nazwa Kleinsassen jest stosowana od 1772 roku.
W 1886 roku miejscowość odwiedził malarz Julius von Kreyfelt. Wraz z Friedrichem Prellerem założyli kolonię artystyczną, która zaczęła ściągać w ten malowniczy region innych artystów malarzy. Silną tradycję artystyczną tego miejsca podtrzymuje Siedziba rezydencyjna Kunststation Kleinsassen.